# Лони

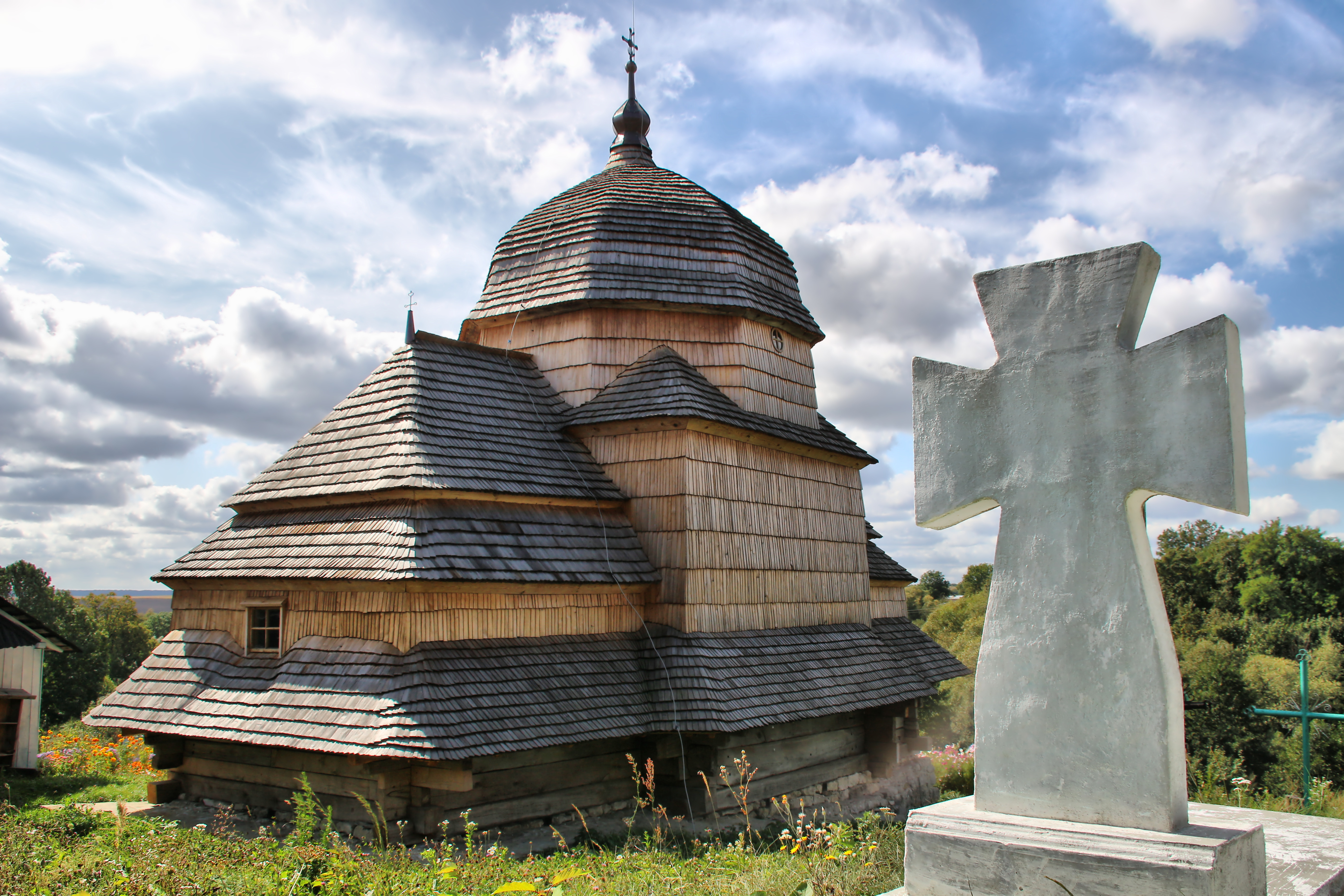
Церковь Собора Богородицы

Лони (укр. Лоні) — село в Перемышлянской городской общине Львовского района Львовской области Украины.
Население по переписи 2001 года составляло 289 человек. Занимает площадь 3,18 км². Почтовый индекс — 81230. Телефонный код — 3263.